# 데푸아쥐속
데푸아쥐속(Dephomys)은 쥐과 쥐아과에 속하는 설치류 속 분류군이다. 2종의 아프리카 토착종을 포함하고 있다.

## 특징
작은 설치류로 꼬리 길이 176~210mm를 제외한 몸길이가 109~137mm이다. 발 길이는 16~30mm, 귀 길이는 15~30mm이다. 몸무게는 최대 53g이다. 털이 거칠고 길다. 등 쪽은 갈색부터 불그스레한 갈색까지 다양한 반면에 배 쪽은 희끄무레한 회색을 띤다. 주둥이 길고 뾰족하다.

## 하위 종
2종이 알려져 있다.
- 데푸아쥐 (D. defua)
- 코트디부아르쥐 (D. eburneae)